# Boophis doulioti
A Boophis doulioti a kétéltűek (Amphibia) osztályába, a békák (Anura) rendjébe és az aranybékafélék (Mantellidae) családjába tartozó faj. Nevét Henri Louis Douliot francia természettudós tiszteletére kapta.

## Előfordulása
A faj Madagaszkár endemikus faja. A sziget mind a keleti mind a nyugati részén honos 800 m-es magasságban. Természetes élőhelye szubtrópusi vagy trópusi száraz erdők, száraz szavannák, szubtrópusi vagy trópusi száraz bozótosok, szubtrópusi vagy trópusi párás bozótosok, mocsarak, időszakos mocsarak, legelők, időszakosan elárasztott mezőgazdasági területek, csatornák, árkok.